# Liperi
Liperi este o comună în Finlanda, în regiunea Karelia de Nord.
Aici este situat aeroportul Joensuu. La 29 iulie 2010, la stația meteorologică a aeroportului s-a înregistrat recordul de temperatură din Finlanda: 37,2 grade Celsius.